# Pleioblastus sanmingensis
Pleioblastus sanmingensis är en gräsart som beskrevs av Shou Liang Chen och Guo Ying Sheng. Pleioblastus sanmingensis ingår i släktet grenbambu, och familjen gräs. Inga underarter finns listade i Catalogue of Life.